# Arxipèlag de les Berlengas
L'arxipèlag de les Berlengas (en portuguès, Arquipélago das Berlengas) és un arxipèlag de Portugal de petites illes costaneres localitzades en aigües de l'oceà Atlàntic, a una distància de prop de 5,7 milles nàutiques del cap Carvoeiro (a uns 10 km de la ciutat de Peniche).
Es pot considerar com la primera àrea protegida del món, ja que l'any 1465 el rei Alfons V de Portugal (1438-81) va prohibir la pràctica de qualsevol modalitat de caça en Berlenga Gran. En l'actualitat, amb la finalitat de preservar l'ecosistema i la biodiversitat d'aquest arxipèlag singular, va ser fundada la Reserva Natural das Berlengas, el 3 de setembre de 1981.

## Geografia i composició
Posseeix una formació granítica molt antiga, i està composta de tres grups d'illots, tots de naturalesa geològica diferenciada de la costa de la península Ibèrica:
- Berlenga Gran i Cerro da Velha, amb 78,8 ha;
- Illes Estelas
- Farilhões-Forcadas, amb 7 ha.

## Història

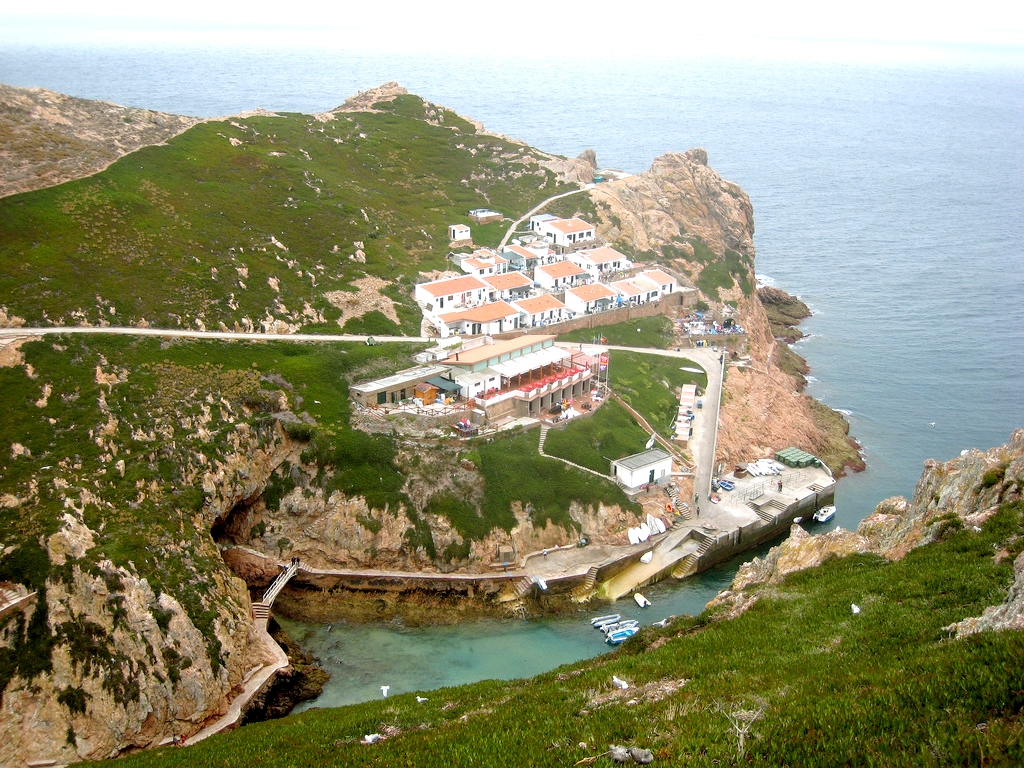
Embarcader i cases en Berlengas.

L'ocupació humana de la Berlenga Gran (única illa habitada) es remunta a l'antiguitat, anomenant-se, Λονδοβρίς, Londobris. Més tard va ser batejada com a illa de Saturn pels geògrafs romans. Posteriorment va ser visitada per navegants àrabs, vikings i corsaris francesos i anglesos.
En 1513, amb el suport de la Reina Leonora, es van establir allí monjos de l'Orde de Sant Jeroni amb el propòsit d'oferir auxili a la navegació i a les víctimes dels freqüents naufragis en aquelles costes, assolades per corsaris. Es va fundar així el Mostério da Misericórdia da Berlenga, en el local on, des de 1953, s'alça un restaurant. L'escassetat d'aliments, les malalties i els constants assalts de pirates i corsaris marroquins, algerians, anglesos i francesos, van fer impossible la vida de retir dels frares, sovint incomunicats a causa de les inclemències del mar.